# Göteborg i Bohus (region)

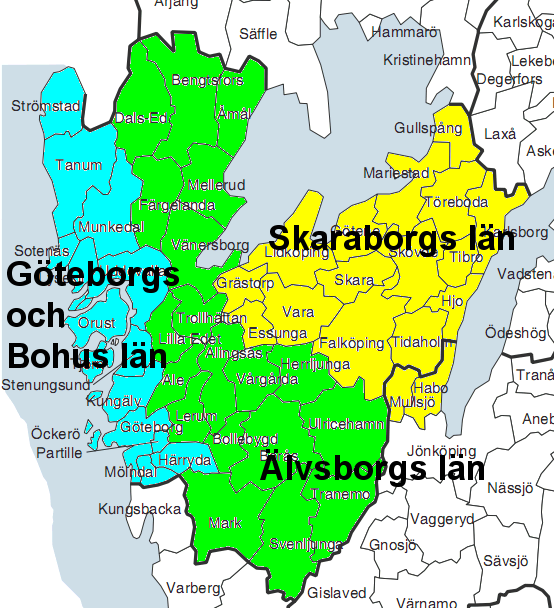
Podział administracyjny Västergötlandu i Bohuslänu przed 1998

Region Göteborg i Bohus (szw. Göteborgs och Bohus län) – region administracyjny (län) w Szwecji, istniejący w latach 1700–1997. Siedzibą jego władz (residensstad) był Göteborg, lecz niektóre urzędy zarządu regionu (länsstyrelsen) znajdowały się w Uddevalli. 1 stycznia 1998 region Göteborg i Bohus został połączony z dotychczasowymi regionami Skaraborg (Skaraborgs län) oraz Älvsborg (Älvsborgs län), tworząc region administracyjny Västra Götaland (Västra Götalands län). 

## Geografia
Göteborg i Bohus län obejmował cały obszar prowincji historycznej (landskap) Bohuslän, zachodnią część Västergötlandu z Göteborgiem oraz położoną w granicach Hallandu parafię Lindome (Lindome socken). Graniczył od północy z Norwegią, od wschodu z regionami administracyjnymi Älvsborg i od południa z Hallandem oraz od zachodu z wodami cieśnin Skagerrak i Kattegat.
W 1997 w skład regionu Göteborg i Bohus wchodziło 15 gmin:
| - gmina Göteborg - gmina Härryda - gmina Kungälv - gmina Lysekil - gmina Munkedal | - gmina Mölndal - gmina Orust - gmina Partille - gmina Sotenäs - gmina Stenungsund | - gmina Strömstad - gmina Tanum - gmina Tjörn - gmina Uddevalla - gmina Öckerö |

Przed wprowadzeniem w życie 1 stycznia 1971 reformy administracyjnej następujące miejscowości posiadały status miasta:
| - Göteborg - Kungälv - Lysekil - Marstrand | - Mölndal - Strömstad - Uddevalla |